# 27 thermidor
27 messidor 27 fructidor
Le septidi 27 thermidor, officiellement dénommé jour du colza, est le 327e jour de l'année du calendrier républicain.
C'était généralement le 14e jour du mois d'août dans le calendrier grégorien.